# World Skate Games
I World Skate Games sono una manifestazione sportiva che comprende competizioni delle discipline del mondo del pattinaggio e skateboarding. 
La prima edizione si è tenuta nel 2017 a Nanchino in Cina. I World Skate Games sono organizzati e gestiti da World Skate.

## Storia
Nel 2014, World Skate ha presentato l'idea di organizzare una grande competizione multisportiva, tenendo contemporaneamente in un'unica città i campionati del mondo di molte discipline di sport rotellistici. La competizione è stata pensata con lo scopo di aumentare l'interesse del pubblico per i campionati mondiali e allo stesso tempo globalizzare la conoscenza di molte discipline meno conosciute.
Una delle innovazioni è stata la convivenza durante i giorni di gara di tutti i partecipanti in un complesso residenziale comune, simile ad un villaggio olimpico, denominato "Roller Village".
Nel febbraio 2015 è stata scelta la sede dei primi Giochi, con la città di Barcellona, che ha battuto Lima. Tuttavia, dopo le elezioni municipali di maggio, la nuova giunta di Barcellona ha cominciato a sollevare la possibilità di rinunciare all'organizzazione dei Giochi per evitare di destinare risorse economiche ai Giochi. Nel gennaio 2016, la FIRS ha deciso di affidare l'organizzazione della prima edizione dei Giochi del 2017 alla città cinese di Nanchino , mentre ad aprile è stato concordato con la città di Barcellona che avrebbe organizzato la seconda edizione nel 2019.

## Edizioni
| Edizione | Anno | Sede         | Nazioni partecipanti | Discipline | Eventi | Vincitore |
| -------- | ---- | ------------ | -------------------- | ---------- | ------ | --------- |
| I        | 2017 | Nanchino     | 50                   | 9          | 108    | Colombia  |
| II       | 2019 | Barcellona   | 81                   | 11         | 117    | Italia    |
| III      | 2022 | Buenos Aires | 64                   | 10         | 126    | Colombia  |
| IV       | 2024 | Roma         | 90                   | 13         | 155    | Italia    |
| V        | 2026 | Asunción     |                      |            |        |           |

## Discipline
I World Skate Games includono un programma di variabile di diverse discipline, effettuabili esclusivamente su sport rotellistici. 
|                                 | 2017 | 2019 | 2022 | 2024 |
| ------------------------------- | ---- | ---- | ---- | ---- |
| Downhill                        | ●    | ●    | ●    | ●    |
| Hockey su pista                 | ●    | ●    | ●    | ●    |
| Hockey in-line                  | ●    | ●    | ●    | ●    |
| Inline alpine slalom            | ●    | ●    |      | ●    |
| Pattinaggio artistico a rotelle | ●    | ●    | ●    | ●    |
| Pattinaggio di velocità         | ●    | ●    | ●    | ●    |
| Pattinaggio freestyle           | ●    | ●    | ●    | ●    |
| Roller derby                    | ●    | ●    |      | ●    |
| Roller freestyle                |      | ●    | ●    | ●    |
| Scooter                         |      | ●    | ●    | ●    |
| Sport elettronici               |      |      |      | ●    |
| Skateboarding                   | ●    | ●    | ●    | ●    |
| Skate cross                     |      |      | ●    | ●    |
| Totale per edizione             | 9    | 11   | 10   | 13   |

## Medagliere
Aggiornato dopo Roma 2024
| Posiz. | Nazione                     | Oro | Argento | Bronzo | Totale |
| ------ | --------------------------- | --- | ------- | ------ | ------ |
| 1      | Italia                      | 89  | 105     | 104    | 298    |
| 2      | Colombia                    | 85  | 58      | 38     | 181    |
| 3      | Spagna                      | 50  | 43      | 54     | 147    |
| 4      | Francia                     | 41  | 35      | 40     | 116    |
| 5      | Germania                    | 32  | 30      | 38     | 100    |
| 6      | Stati Uniti                 | 32  | 29      | 11     | 72     |
| 7      | Taipei cinese               | 27  | 38      | 36     | 101    |
| 8      | Cina                        | 25  | 20      | 11     | 56     |
| 9      | Brasile                     | 13  | 11      | 8      | 32     |
| 10     | Argentina                   | 11  | 14      | 15     | 40     |
| 11     | Rep. Ceca                   | 11  | 8       | 3      | 22     |
| 12     | Belgio                      | 11  | 7       | 12     | 30     |
| 13     | Giappone                    | 9   | 16      | 10     | 35     |
| 16     | Portogallo                  | 9   | 11      | 12     | 32     |
| 15     | Lettonia                    | 9   | 10      | 12     | 31     |
| 16     | Russia                      | 8   | 8       | 5      | 21     |
| 17     | Australia                   | 5   | 6       | 3      | 14     |
| 18     | Senegal                     | 5   | 1       | 3      | 9      |
| 19     | Atleti Individuali Neutrali | 4   | 3       | 5      | 12     |
| 20     | Canada                      | 4   | 0       | 5      | 9      |
| 21     | El Salvador                 | 4   | 0       | 1      | 5      |
| 22     | Corea del Sud               | 3   | 11      | 13     | 27     |
| 23     | Iran                        | 3   | 2       | 4      | 9      |
| 24     | Polonia                     | 2   | 6       | 7      | 15     |
| 25     | Cile                        | 2   | 4       | 12     | 18     |
| 26     | Regno Unito                 | 2   | 3       | 5      | 10     |
| 27     | Svizzera                    | 2   | 1       | 2      | 5      |
| 28     | Thailandia                  | 2   | 1       | 0      | 3      |
| 29     | Ecuador                     | 1   | 5       | 9      | 15     |
| 30     | Messico                     | 1   | 3       | 7      | 11     |
| 31     | Venezuela                   | 1   | 2       | 3      | 6      |
| 32     | India                       | 1   | 1       | 2      | 4      |
| 33     | Slovacchia                  | 1   | 0       | 1      | 2      |
| 33     | Namibia                     | 1   | 0       | 1      | 2      |
| 35     | Paesi Bassi                 | 0   | 5       | 3      | 8      |
| 36     | Romania                     | 0   | 3       | 1      | 4      |
| 37     | Ucraina                     | 0   | 2       | 0      | 2      |
| 38     | Nuova Zelanda               | 0   | 1       | 3      | 4      |
| 39     | Guatemala                   | 0   | 1       | 1      | 2      |
| 39     | Paraguay                    | 0   | 1       | 1      | 2      |
| 41     | Perù                        | 0   | 1       | 0      | 1      |
| 42     | Malaysia                    | 0   | 0       | 2      | 2      |
| 43     | San Marino                  | 0   | 0       | 1      | 1      |
| 43     | Hong Kong                   | 0   | 0       | 1      | 1      |
| Totale | Totale                      | 506 | 506     | 505    | 1517   |